# Carex houghtoniana
Carex houghtoniana là một loài thực vật có hoa trong họ Cói. Loài này được Torr. ex Dewey mô tả khoa học đầu tiên năm 1836.